# هانس أو. فيليكس
هانس أو. فيليكس (بالنرويجية البوكمول: Hans O. Felix)‏ هو نقابي نرويجي، ولد في 25 يوليو 1951.